# Rudolf Limpach
Rudolf Limpach (* 11. November 1920 in Radeberg; † 27. Juli 1995 ebenda) war ein deutscher Buchdrucker, Museologe und Heimatforscher.

## Leben
Limpach wurde in Radeberg geboren, wo er auch die Schule besuchte. Nach der Lehre als Buchdrucker wurde er 1940 zur Wehrmacht eingezogen und musste am Zweiten Weltkrieg teilnehmen. 1946 wurde er aus sowjetischer Kriegsgefangenschaft entlassen und kehrte nach Radeberg zurück.

## Wirken
Seit seiner Jugend interessierte sich Rudolf Limpach für Naturkunde und Heimatgeschichte und verfolgte aufmerksam die Bestrebungen zur Einrichtung eines Heimatmuseums in Radeberg. Im Januar 1951 übertrug ihm der Kulturausschuss des Rates der Stadt Radeberg die Leitung der Museumskommission zum Aufbau eines städtischen Heimatmuseums im Schloss Klippenstein. Die Eröffnung des Museums fand am 20. Dezember 1953 zunächst in drei Räumen statt, es wurde ständig erweitert.
Unter seiner Beteiligung erfolgte die Gründung einer Fachgruppe Heimatforschung im Rahmen des Kulturbundes der DDR, die u. a. 1954 das erste Heimatfest in Radeberg organisierte. Im September 1955 erschien das erste Heft des Radeberger Kulturlebens, zu dessen Redaktionsmitgliedern er zählte und in dem er später zahlreiche seiner heimatkundlichen Forschungsergebnisse publizierte. Zum Jahresende 1976 wurde diese Reihe eingestellt.
Von 1955 bis 1957 studierte Rudolf Limpach im Fernstudium Museologie. Später entwickelte er sich zu einem der besten Kenner der Stadtgeschichte von Radeberg. 1990 ging er im Alter von 70 Jahren in den Ruhestand, blieb aber dem Museum weiterhin eng verbunden. So wirkte er beispielsweise 1994 an der Gestaltung der Festschrift zur 775-Jahr-Feier Radebergs aktiv mit.
In 110 mehrseitigen Folgen hat Limpach ab 1967 die „Kleine Chronik einer alten Stadt“ im Radeberger Kulturleben veröffentlicht. Er hat mit akribischer Genauigkeit eine Unmenge verschiedener Quellen erschlossen, chronologisch exakt aufbereitet, Einzel-Aussagen komprimiert, neue eigene Forschungen zugefügt und alles in einem neuen, komplexen Gesamtwerk zusammengefasst. Die Chronik beginnt mit der Frühgeschichte Radebergs und endet inhaltlich mit dem Jahr 1772, das in der 110. und damit letzten Folge behandelt wurde, als Ende 1976 das Erscheinen des Radeberger Kulturlebens eingestellt wurde. Der wissenschaftliche Wert dieser chronistischen Arbeit besteht auch darin, dass Limpach direkt beim jeweiligen Ereignis die Quellen angegeben hat und damit weiterführende historische Recherchen und Bearbeitungen wesentlich erleichtert. Limpach hatte in dieser 10-jährigen Arbeit alle ihm zugänglichen Akten- und Urkundenbestände durchgearbeitet und die verfügbaren früheren Chroniken zugrunde gelegt.
Limpach hat neben seiner museologischen Arbeit auch in der Fachgruppe Heimatforschung im Kulturbund der DDR, Ortsgruppe Radeberg, insbesondere auf dem Gebiet der Archäologie richtungsweisend mitgearbeitet. Unter Limpachs Anleitung sind umfangreiche Bodenfunde aus dem Großraum Radeberg und Lotzdorf geborgen und konserviert worden, von denen viele im Museum Schloss Klippenstein archiviert sind. Von überregionaler wissenschaftlicher Bedeutung für die Erforschung der frühgeschichtlichen Besiedlung ist der von Günter Krause gefundene und mit Rudolf Limpach u. a. geborgene und untersuchte  spätkaiserzeitlich-völkerwanderungszeitliche Hortfund mit Eisengeräten und einem Backofen aus spätgermanischer Zeit, etwa 400 m westlich der Lotzdorfer Tobiasmühle. Aufgrund der Wichtigkeit dieses Fundes hatte 1962 das Landesmuseum für Vorgeschichte Dresden die weitere Leitung dieser Ausgrabung und die Konservierung übernommen.

## Schriften (Auswahl)
- Kleine Chronik einer alten Stadt. In: Radeberger Kulturleben / Chronik-Serie Teil I: 87 Folgen, Teil II: 23 Folgen; Hrsg.: Rat der Stadt Radeberg.
- Günter Krause, Rudolf Limpach: Ein spätkaiserzeitlich-völkerwanderungzeitlicher Hortfund mit Eisengeräten von Radeberg-Lotzdorf, Kreis Dresden. In: Arbeits- und Forschungsberichte zur sächsischen Bodendenkmalpflege. Fundbericht über die Entdeckung, Bergung und Beschreibung des "Backofenfundes" von Lotzdorf (Hortfund). Landesamt für Archäologie Sachsen 1966. Digitalisat
- Günter Krause, Rudolf Limpach, Reinhard Spehr: Ein spätkaiserzeitlich-völkerwanderungszeitlicher Hortfund mit Eisengeräten von Radeberg-Lotzdorf, Kreis Dresden. Sonderdruck aus Arbeits- und Forschungsberichte zur sächsischen Bodendenkmalpflege, Band 14/15, Hrsg.: Landesmuseum für Vorgeschichte Dresden, VEB Deutscher Verlag der Wissenschaften Berlin, 1966. Digitalisat OCLC 843480802